# Cerocala albicornis
Cerocala albicornis là một loài bướm đêm trong họ Erebidae.